# Send the Pain Below
«Send the Pain Below» (рус. Обрушь боль) — песня американской рок-группы Chevelle, выпущенная 27 января 2003 года лейблом Epic Records в виде сингла с альбома Wonder What’s Next (2002 г.).
Это один из их самых больших хитов группы, который 5 июля 2003 года занял первое место в чарте Modern Rock Tracks и продержался в нём 36 недель. Неделей позже, 12 июля 2003 года, он занял первое место в чарте Mainstream Rock Tracks и продержался в нём 35 недель, в том числе ещё три недели на вершине. Он занял 65-е место в Billboard Hot 100, опустившись ниже, чем их предыдущий сингл «The Red», занявший 56-е место.

## О песне
Эта песня о подавлении своих эмоции в токсичных отношениях, чтобы угодить партнёру, пока «не начнёшь задыхаться» (как поётся в припеве «Much like suffocating») от них, наслаждаясь болью и думая, что это любовь.

## Музыкальное видео
Видеоклип на эту песню, снятый режиссёром Робертом Хейлзом, повествует о сноубордисте и его трудностях на пути к отличному выступлению. Группа играет песню в тёмной комнате, и их дыхание создаёт туман в холодном воздухе.

## Отзывы критиков
В Loudwire поставили «Send the Pain Below» на третье место среди лучших песен Chevelle.

### Влияние
Песня включена в видеоигру «Donkey Konga 2».

## Список композиций
Все тексты написаны Питом Лоффлером, вся музыка написана группой Chevelle.
| №                   | Название              | Длительность |
| ------------------- | --------------------- | ------------ |
| 1.                  | «Send the Pain Below» | 4:12         |
| Общая длительность: | Общая длительность:   | 4:12         |

## Участники записи
| Chevelle - Пит Лоффлер — вокал, гитара - Джо Лоффлер — бас-гитара - Сэм Лоффлер — барабаны | Производственный персонал - Гарт «GGGarth» Ричардсон — продюсер - Майкл «Элвис» Баскет — звукоинженер - Дин Махер — ассистент звукоинженера - Эмбер Гисласон — ассистент звукоинженера - Бен Каплан — цифровой монтаж - Энди Уоллес — сведение - Хоуи Вайнберг — мастеринг |

## Чарты
| Чарт (2003 г.)                      | Позиция в чарте |
| ----------------------------------- | --------------- |
| США (Billboard Hot 100)             | 65              |
| США (Billboard Alternative Airplay) | 1               |
| США (Billboard Mainstream Rock)     | 1               |

## Сертификации
| Регион                                                                      | Сертификация | Продажи   |
| --------------------------------------------------------------------------- | ------------ | --------- |
| США (RIAA)                                                                  | Платиновый   | 1 000 000 |
| Данные о продажах + прослушиваниях приведены только на основе сертификации. |              |           |